# Cladoxerus longipes
Cladoxerus longipes är en insektsart som beskrevs av Gray, G.R. 1835. Cladoxerus longipes ingår i släktet Cladoxerus och familjen Phasmatidae. Inga underarter finns listade i Catalogue of Life.